# Christoph Bertschy
Christoph Bertschy (* 5. dubna 1994, Le Mouret) je švýcarský lední hokejista, útočník. Od roku 2022 hraje v klubu Fribourg-Gottéron, který působí ve švýcarské nejvyšší soutěži. Tu si zahrál i za SC Bern a Lausanne HC. S Bernem se stal v roce 2013 mistrem Švýcarska. Zkusil i kariéru v zámoří, kde strávil tři sezóny. Byl draftován v roce 2012 Minnesotou Wild, v NHL ale odehrál jen 9 utkání, právě v dresu Minnesoty. Jinak hrál na farmách Iowa Wild a Binghamton Devils v AHL. Se švýcarskou reprezentací získal stříbrnou medaili na mistrovství světa v Česku roku 2024. Na šampionátu na sebe upozornil zejména dvěma góly, kterými ve čtvrtfinále poslal domů Němce. Mistrovství skončil s celkovou bilancí 3 góly+1 asistence. Hrál i na MS 2019 (8. místo), 2021 (6. místo), 2022 (5. místo) a 2023 (5. místo). Zúčastnil se i olympijských her v Pekingu konaných v roce 2022, kde s národním týmem skončil na 8. místě.